# Charaxos (Lapithe)

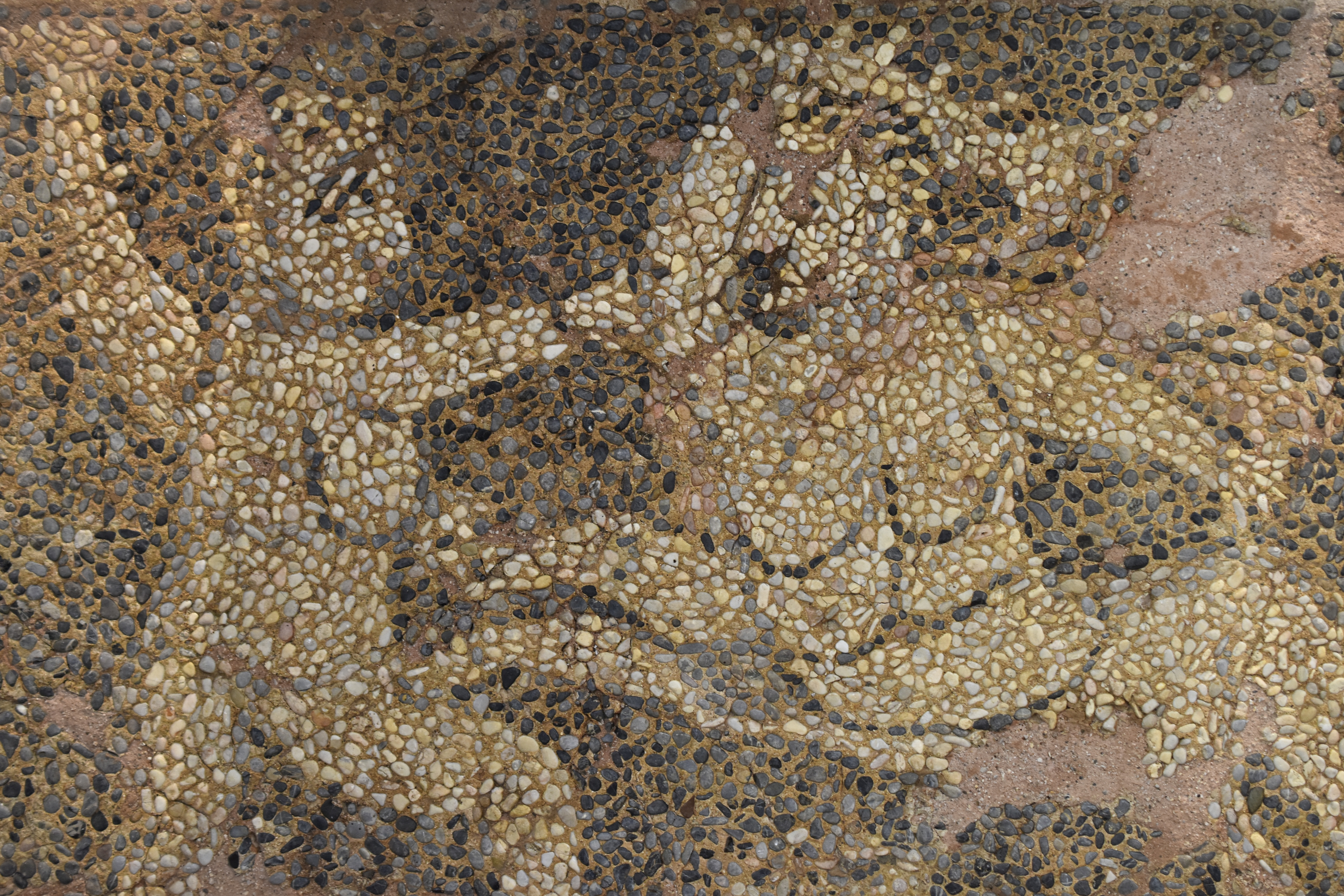
Mosaik, 2. Jh. v. Chr., Kentaur attackiert einen Lapithen.

Charaxos ist in der griechischen Mythologie eine Lapithe, der in der Kentauromachie auf der Hochzeit des Peirithoos vom Kentauren Rhoetus auf brutale Weise getötet wird. Einzige Quelle sind die Verse 271–289 im zwölften Buch der Metamorphosen des Ovid.

## Name
Er kommt vom griechischen Χαράξος, Charáxos, in einer Nebenform auch Χαράξης, Charáxes, lateinisch und deutsch mit gleicher Betonung Charáxus. Der Grammatiker Stephanos von Byzanz bemerkt zur Etymologie des Namens, dass „man von χαράξω, charáxō (schärfen) Charaxos und davon Charaxes ... ableitet.“ Ovid hat damit für den Lapithen einen ausgefallenen Namen gewählt, denn er „begegnet sonst nur noch als Name für den Bruder der Sappho.“

## Mythos
In der Kentaurenschlacht gelingt es anfangs den Kentauren einige Lapithen zu töten, darunter den Charaxos: „271 Sieh, ein brennendes Scheit vom Pflaumenbaum raffte sich (der Kentaur) Rhoetus / mitten vom Opferaltar und zerschlug am Haupt des Charaxus, / rechtsher schmetternd, die Schläfe, die blond umwallte das Haupthaar.“ 
Charaxus blutet stark, sein Haar steht in Flammen, doch er kann das Feuer abzuschütteln. Er gelingt ihm noch, eine steinerne Türschwelle hochzuheben und in Richtung des Rhoetus zu werfen, doch er verfehlt sein Ziel und zermalmt seinen Kampfgenossen Kometes. Nach Rhoetus' Schadenfreude über diesen Misserfolg – „285 Gaudia nec retinet Rhoetus, und Rhoetus hält die Freude (darüber) nicht zurück“ – folgt sein zweiter Angriff: „287 Und mit dem glimmenden Ast erneuete Wunde verdoppelnd, / sprenget er drei-, viermal mit gewichtigem Streiche des Schädels / Fugen und treibt in das flüssige Hirn die zerschmetterten Knochen.“
Rhoetus tötet danach noch weitere Lapithen, wird aber schließlich von Dryas schwer verletzt und ergreift die Flucht. Er löst damit eine Fluchtwelle der Kentauren aus, so dass die Lapithen wieder die Oberhand gewinnen.

## Literarische Gestaltung
Charaxos ist das erste Opfer in der Siegesserie des Rhoetus und sein Mythos zeichnet sich durch die detaillierte Darstellung von Brutalitäten aus, die durch Vergleiche noch gesteigert werden. 
Sein Haar fängt Feuer „274 rasch wie trockene Saat, vom reißenden Feuer ergriffen, 275 stand in Flammen das Haar, und das Blut, in der Wunde gesenget, 276 zischte mit schrecklichem Ton, so wie, von der Hitze gerötet, 277 Eisen zu tönen pflegt, das mit der gebogenen Zange 278 zieht aus der Esse der Schmied und taucht in die Kufe; doch jenes 279 zischt und sprühet noch fort auch unter der lauwarmen Welle.“
„Die Häufung von -s-Lauten (seit 275) hat, ebenso wie 12, 279 lautmalerische Tendenz.“ und betont das grausige Bild, das Zischen und Brodeln des Bluts in der Wunde: „275 arserunt crines et vulnere sanguis inustus 276 terribilem stridore sonum dedit ... 279 stridet et in tepida submersum sibilat unda.“